# Homer (Ohio)
Homer è una census-designated place (CDP) degli Stati Uniti d'America, situato nello stato dell'Ohio nella contea di Licking. Si trova lungo la State Route 661 tra Granville e Mount Vernon.

## Storia
Homer fu fondata nel 1816. La comunità prende il nome dal poeta greco Omero. Un ufficio postale chiamato Homer è operativo dal 1831.